# Sofia Thøgersen
Sofia Thøgersen (6 de julio de 2005) es una deportista de Dinamarca que compite en atletismo. Ganó sendas medallas de plata en el Campeonato Europeo Sub-20 de 2021, en la prueba de 3000 m, y en el Campeonato Europeo Sub-20 de 2023, ambas en la prueba de 1500 m, además de la medalla de bronce en los 5000 m de 2023.